# Aurel Zegreanu
Aurel Grigore Zegreanu (n. 31 mai 1905, Ocna Dej, județul Cluj, Austro-Ungaria – d. 1 iulie 1979, Cluj-Napoca, România), judecător, scriitor, poet, publicist, membru al Asociației Scriitorilor din Ardeal (Președinte Prof. Victor Papilian).
În guvernarea Goga – Cuza, între anii 1937 – 1938, până la Lovitura de Stat care a instaurat Dictatura Regală (Consiliul de Coroană – în frunte cu Patriarhul Miron Cristea) Aurel Gr. Zegreanu, a fost primar al orașului Dej și președinte al Comitetului interimar al județului Someș - fostul județ Solnoc – Dăbâca - (vezi „Gazeta Oficială a județului Someș” 1937 – 1938, an XIX, nr. 2 din 28 ianuarie 1938, Dej și vezi dosar 4125 și dosar 4205, privind corespondența dintre Aurel Gr. Zegreanu și Octavian Goga (dr I. Bodea) Muzeul Memorial „Octavian Goga” din Ciucea.
Între ani 1940 - 1944 căpitan în Armata Română, procuror militar la Curtea Marțială
Între anii 1950 - 1962. seful Tribunalului Cluj
Între anii 1962 - 1968 seful Tribunalului Dej
Între anii 1968 - 1970 notar public Dej , 

## Date biografice
Aurel Grigore Zegreanu s-a născut pe data de 31 mai 1905, în Ocna Dej, din județul Cluj, ca fiu al lui Grigore Zegreanu, proprietar de brutărie și de cârciumă, poreclit (Pecul).
În perioada 1923 – 1924, ca elev al Liceului „Petru Maior” din Gherla (alături de Emil Giurgiuca, P.V. Hanea, și Ion Budai) a fost redactor al revistei „Scînteia” (revistă literară, științifică și de folclor al Societății de Cultură „Ion Creangă” al elevilor liceului „Petru Maior” din Gherla - condusă de Prof. Dr. Claudiu Percec), în același timp a fost și Președinte al Comitetului Societății de Cultură „Ion Creangă”.  Tot ca elev la vârsta de   18 ani, își face debutul în poezie ani, în revista Cosânzeana, Cluj (revistă literară condusă de Dr. Sebastian Bornemisa) nr. 115, din 10.08.1925, publicând la pag. 237, poezia „Liniște”, (cu această revistă continuă colaborarea timp de câțiva ani). În aceiași perioadă colaborează la revista „Anuarul Liceului” și revista „Someșul” din Dej, (săptămânal independent). Primele publicații literare le semnează cu pseudonim I.V. Cătană (Dicționar al Presei Literare Românești, de I Hangiu, Editura Științifică și Enciclopedică, București, 1987, p. 311 „Scînteia”). A absolvit Universitatea „Regele Ferdinand I” din Cluj Napoca, Facultatea de Drept. (Dascăli și mentori au fost profesorii: Emil Hațieganu, Camil Negrea, Petre Poruțiu, I.V. Cătuneanu, Traian Pop, C. Maniu, R. Boilă.). Este doctor în Științe juridice și Științe de Stat – „Doctoreum Juris Universi” –  cu teza „Administrația Justiției”, nr. 47 din 08.01.1934, Facultatea de Drept, Universitatea „Regele Ferdinand I” nr. 1733/1934, Ministerul Instrucțiuni (vezi Anuarul Universității, lista doctorilor în drept promovați în anul universitar 1935 – 1936, poziția 121, pag. 24 - Senatul Universității. Rector Prof Florian Ștefănescu Goangă). În guvernarea Goga – Cuza, între anii 1937 – 1938, până la Lovitura de Stat care a instaurat Dictatura Regală (Consiliul de Coroană – în frunte cu Patriarhul Miron Cristea). Aurel Gr. Zegreanu, a fost primar al orașului Dej și președinte al Comitetului interimar al județului Someș - fostul județ Solnoc – Dăbâca - (vezi „Gazeta Oficială a județului Someș” 1937 – 1938, an XIX, nr. 2 din 28 ianuarie 1938, Dej și vezi dosar 4125 și dosar 4205, privind corespondența dintre Aurel Gr. Zegreanu și Octavian Goga (dr I. Bodea)de la Muzeul Memorial „Octavian Goga” din Ciucea). A participat la cel de-al Doilea Război Mondial în grad de locotenent și căpitan în Divizia 20 Infanterie („Stalingrad”) și a fost decorat  pentru luptele de la Stalingrad și Cotul Donului cu medalia „Cuciada Împotriva Comunismului”, Ordinul german „Vulturul German” în grad de cavaler, Ordinul „Steaua României” clasa V, cu panglică de Virtute Militară.
Din 1936, alături de: Copilul Cheatră, Grigore Popa, Mihai Beniuc, Ion Vlasiu etc a făcut parte din „Asociația Scriitorilor Români din Ardeal”, a cărui președinte a fost Prof. Dr. Victor Papilian. Cenzor a fost Teofil Bugnariu (istoric literar și etnograf, poet, traducător, membru al „Asociației Scriitorilor Români din Ardeal”, redactor șef la revista „Patria”, Cluj-Napoca; „Societatea de Mâine”, Cluj-Napoca, „Tribuna”, Cluj-Napoca – devenit ulterior cumnat cu Aurel Zegreanu). Între anii 1944 – 1945  a fost legitimat ca ziarist publicist, la organele de presă din Arad: „Tribuna Română”, „Libertatea Poporului”, „Patriotul”. A făcut parte din sindicatul liber al presei române din Oradea și Banat. A fost căsătorit cu Aurelia Bugnariu învățătoare, educatoare, directoare de școală, cu  care are un fiu Octavian Gr. Zegreanu, Diplomat Universitar în Biologie, Licențiat în Drept, Doctor în Științe, Universitatea Babeș – Bolyai Cluj-Napoca, biolog, specialist Toxicolog, Membru al Uniunii Scriitorilor din România, Membru al Asociației Scriitorilor din Cluj, Membru al Societății Medicilor Scriitori și Publiciști din România. biolog, toxicolog Principal gradul III (2002), poet, scriitor român, membru al Uniunii Scriitorilor din România, filiala Cluj.

## Volume publicate
- Cruci de lemn, (poezii), Editura revistei Familia, Oradea (1939)
- Întoarcerea timpului risipitor, (poezii cu selecție, prefață și schiță bio-bibliografică de Valentin Tașcu), volum apărut postum, Editura „Dacia” Cluj-Napoca, (1989)
- Pe cerul vârstelor, (poezii), volum apărut postum, Editura Napoca Star, Cluj-Napoca, (2006)

## Apariții în volume colective (grupaje de versuri și articole)
- Cântarea României, Cluj-Napoca (1977).
- Arc peste timp, București (1977).
- Eternul Patriei, Cluj-Napoca (1978).
- Semnul că nu cunoaștem eclipsa, București (1978).
- Condif, Cluj-Napoca, (1978); (1979), (1981).
- Arhiva de cenaclu, Cluj-Napoca (1997).
- Cărări spre oameni, Cluj-Napoca (1972).
- Enigma cheii de argint, Cluj-Napoca (1985).
- Prezențe Literare Someșene, Dej,(1987).
- Anotimpurile cetății, de Aurel Gurghianu, Editura Dacia Cluj-Napoca, (1988);
- Imagini, Cluj-Napoca, (1990).
- Din istoria medicinii – Omagiu Victor Papilian 100 de ani de la naștere – Cluj-Napoca (1988).
- Dicționar de poeți - Clujul contemporan, Editura Atlas – Clusium, Cluj-Napoca (1999).
- Epigrame medicale, Românești, Cluj-Napoca (2000).
- Dicționar Literar 1639 – 1997, de Teodor Tanco – Editura Virtu Roman Rediviva, Cluj-Napoca (1998).
- Clujeni ai secolului XX - Dicționar esențial, Editura Casa Cărții de Știință, Cluj-Napoca (2000).
- Personalități române și faptele lor 1950 – 2000 vol. VII, Dicționar, Constantin Toni Dârțu, Editura Pan Europe, Iași (2003).

## Studii și articolele de referință publicate
- Considerațiuni marginale, Tribuna Română, Arad, nr. 171, 30 iulie, (1944).
- Cooperație și economie politică, Tribuna Română, Arad, nr. 172, 31 iulie (1944).
- Libertatea muncii și dreptul de proprietate, Tribuna Română, Arad, nr. 183, 14 august (1944).
- Problema pieții alimentare, Tribuna Română, Arad, nr. 185, 16 august, (1944).
- De la reforma agrară la organizarea obștilor agricole, Tribuna Română, Arad, nr. 190, 2 august, (1944).
- Încurajarea și îndrumarea agriculturi, Tribuna Română, Arad, nr. 222, 4 octombrie, (1944).
- Morala ca bază a ierarhiei sociale, Tribuna Română, Arad, nr. 235, 15 octombrie, (1944).
- Celulele de muncă și de producție, Tribuna Română, Arad, nr. 235, 18 octombrie, (1944).
- Așezarea statului român național democrat, Tribuna Română, Arad, nr. 241, 24 octombrie, (1944).
- Luptele de clasă, Tribuna Română, Arad, nr. 242, 25 octombrie, (1944).
- Libertatea de locomoțiune și emigrarea, Tribuna Română, Arad, nr. 248, 1 noiembrie, (1944).
- Statul și fericirea umană, Tribuna Română, Arad, nr. 5251, 4 noiembrie, (1944).
- Libertatea religioasă, Tribuna Română, Arad, nr. 256, 19 noiembrie, (1944).
- Filozofia politică și istorică, Tribuna Română, Arad, nr. 262, 15 noiembrie, (1944).
- Libertatea presei, Tribuna Română, Arad, nr. 271, 24 noiembrie, (1944).
- Goana după câștig și lupta pentru existență, Tribuna Română, Arad, nr. 280, 5 decembrie, (1944).
- Statutul juridic, Tribuna Română, Arad, nr. 286, 12 decembrie, (1944).
- Raționalizarea, Tribuna Română, Arad, nr. 289, 15 decembrie, (1944).
- Finanțele publice, Tribuna Română, Arad, nr. 295, 22 decembrie, (1944).
- Consumația și crizele economice, Tribuna Română, Arad, nr. 300,30 decembrie, (1944).
- Organizarea cooperației, Patriotul, Arad, an. II, nr. 326, 13 octombrie, (1945).
- Tragedia muncitorului, Libertatea poporului, Arad, nr. 5, an I, 12 octombrie, (1944).
- Revoluția politică, Libertatea poporului, Arad, nr. 7, an I, 20 noiembrie, (1944).